# مركز متروبوليتان الإصلاحي في نيويورك
مركز متروبوليتان الإصلاحي في نيويورك (بالإنجليزية: Metropolitan Correctional Center, New York)‏ هو مركز احتجاز إداري فيدرالي للولايات المتحدة يقع في المركز المدني في مانهاتن السفلى، مدينة نيويورك، ويقع في بارك رو خلف محكمة ثورغود مارشال بالولايات المتحدة في فولي سكوير. يتم تشغيله من قبل المكتب الفيدرالي للسجون، وهو قسم من وزارة العدل الأمريكية.
تحتجز الإصلاحية سجناء ذكور وإناث من جميع المستويات الأمنية. معظم السجناء المحتجزين في الإصلاحية لديهم قضايا معلقة في محكمة مقاطعة الولايات المتحدة للمنطقة الجنوبية من نيويورك. كما تحتجز مؤسسة تحدي الألفية في نيويورك سجناء يقضون عقوبات قصيرة.
ذكرت صحيفة لوس أنجلوس تايمز أن السجن غالبًا ما يشار إليه باسم «غوانتانامو نيويورك»، وذكرت صحيفة نيويورك تايمز أن وحدات الفصل العنصري الإدارية لديها إجراءات أمنية مشددة.

## وصلات خارجية
- MCC New York